# Fi Van Hoof
 (août 2020).
Wilfried Van Hoof plus couramment appelé Fi Van Hoof, né le 3 juillet 1941, est un joueur puis entraîneur de football. Cet ancien défenseur latéral a passé l’essentiel de sa carrière avec le KV Mechelen.

## Parcours de joueur
Fi Van Hoof fait toutes ses classes avec le Malinwa à partir de l’âge de 11 ans. Il a 22 ans quand il apparaît en équipe première. À cette époque, le club rouge et jaune est brocardé comme club ascenseur multipliant les allers-retours entre les deux premières divisions.  
Fi Van Hoof fait partie intégrante du noyau qui décroche une sixième place en D1 1966 et qui atteint la finale de la Coupe de Belgique 1967, perdu après prolongation contre le Standard CL.
En fin d’exercice 1968-1969, le club est une nouvelle fois relégué. Le club qui a désormais adopté une version flamande de son nom, KV Mechelen, doit attendre la saison 1970-1971 et une nouvelle place de vice-champion (derrière le Cercle Bruges) pour regagner sa place dans la plus haute division. Cette année de la remontée est la dernière de Fi Van Hoof comme joueur.

## Parcours d'entraîneur
Fi Van Hoof entame son parcours de coach avec cinq années auprès des équipes jeunes du KV Mechelen, puis avec deux fois deux championnats en séries provinciales anversoises au FC Tremelo d'abord puis au Sporting Mechelen ensuite.
Revenu au bercail, il devient l'adjoint du coach surnommé « Moustache de fer », le Néerlandais Aad de Mos. Les deux hommes écrivent parmi les plus belles pages de l'histoire du Malinwa, avec titre national, coupe nationale et un succès continental.
Jouant au pompier de service quand la direction opte pour le licenciement du « T1 », Van Hoof redevient tout aussi vite l'adjoint dévoué lorsqu'un nouveau coach principal est désigné. C'est notamment le cas lors du championnat 89-90 quand l'ancien international Oranje Ruud Krol est remercié à mi-championnat. Van Hoof termine l'exercice (au 3e rang), et le conduit à une place de vice-champion 1991 comme entraîneur principal. Mais lors de la saison 91-92, Fi redevient le simple adjoint de Georges Leekens mis en fonction de T1.
Van Hoof enchaîne avec deux saisons comme coach principal du Malinwa de 92 à 94, avec des résultats contrastés. Troisième en 92-93, le matricule 24 n'est que huitième en 94.

### Passage à Lokeren
Après une année sabbatique, Fi Van Hoof accepte une offre venue du Sporting Club Lokeren. Relégué en Division 2 au terme de l'exercice 1992-1993, le club flandrien ambitionne sérieusement un retour parmi l'élite, après n'avoir terminé que 3e puis 13e. Van Hoof conduit le matricule 282 au titre, six points devant le RC Genk. Les deux clubs sont finalement promus directement à la suite de l'absorption du R. FC Sérésien par le Standard de Liège.
Douzième pour la saison du retour en Division 1, Le coach malinois est viré après la première journée du championnat suivant et une défaite (3-0) au Lierse.

### Une pige à Wilrijk
Ayant pris un peu de recul par rapport au football, Van hoof accepte un challenge lancé par le K. FC Olympia Wilrijk en Promotion. Après une première période bouclée à la 11e place, le cercle anversois se sépare de son coach, l'ancien Diable Rouge Danny Veyt. Sous la direction de Fi Van Hoof, la deuxième période est également moyenne, mais le KFCOW se classe troisième de la dernière période et assure son maintien.

### puis retour au Malinwa
Après cet épisode en 4e division, Van Hoof revient auprès de son club de cœur, à l'été 1999, en qualité de « Directeur sportif ». À son retour, le technicien sait qu'il ne retrouve que l'ombre de ce qu'il a connu quelques années plus tôt. Le départ depuis six ans déjà de son principal argentier, John Cordier, laisse le matricule 25 bien démuni et le replonge dans les affres des soucis financiers. Pendant l'absence de Van Hoof, le club n'a pas su se maintenir parmi l'élite. Après deux saisons au milieu du classement, Le KV Mechelen descend en fin de saison 1996-1997. Il ne retrouve l'élite qu'en mai 1999. Il ne reste que deux saisons puis est relégué comme 18e et dernier classé.
En D2, l'ancien international néerlandais Barry Hulshoff reste aux manettes le temps de gagner la première période. Il est pourtant remercié après dix-huit journées. Fi Van Hoof achève la saison et conduit l'équipe au titre. Après la fête de la montée, ce nouveau retour en D1 est amer. Confié à Alex Czerniatynski, le groupe fait ce qu'il peut mais «  le ver est dans le fruit ». Endetté le vieux club se dirige vers une faillite et une fin pénible.

### Sauveur du KVM
Avant-dernier de Division  1 en 2003, le KV Mechelen est mis en liquidation et ne reçoit pas de licence pour le football rémunéré. Pour beaucoup le renvoi en D3 signifie la disparition du matricule 25. Mais c'est compter sans la détermination de plusieurs fidèles, dont Fi Van Hoof. Celui-ci s'avère une des chevilles ouvrière d'une association baptisée Red KV Mechelen (Sauver le Club Malinois). Ce groupe, avec plusieurs personnalités dont l'ancien joueur Piet De Boer ou de Mark Uytterhoeven, une personnalité de la radio et télévision belge en langue néerlandaise, mais aussi de plusieurs centaines de supporteurs, parvient à assembler suffisamment d'argent pour rendre le sauvetage viable. Un cession de patrimoine peut être effectuée et le KV Mechelen poursuit ses activités sous le nom de Yellow Red KV Mechellen. 
Le club sauvé gravit les échelons de la D3 à la D1 qu'il retrouve en 2007. Van Hoof y reste actif au sein du matricule 25 jusqu'en 2015.

## Palmarès

### Joueur
- Finaliste de la Coupe de Belgique en 1967 avec le FC Malinois

### Entraîneur
- Champion de Belgique de Division 2 en 1996 avec le SC Lokeren